# Lotta ai Giochi della VII Olimpiade
Le gare di lotta dei Giochi della VII Olimpiade si sono svolte ad Anversa dal 25 al 27 luglio 1920 
per quanto riguarda le 5 categorie della lotta libera e dal 16 al 20 agosto per le 5 categorie della lotta greco-romana (tutte maschili).

## Podi
| Evento                        | Oro             | Argento           | Bronzo                   |
| Lotta greco-romana            |                 |                   |                          |
| Pesi piuma (dettagli)         | Oskari Friman   | Heikki Kähkönen   | Fritiof Svensson         |
| Pesi leggeri (dettagli)       | Emil Väre       | Taavi Tamminen    | Frithjof Andersen        |
| Pesi medi (dettagli)          | Carl Westergren | Arthur Lindfors   | Matti Perttilä           |
| Pesi medio-massimi (dettagli) | Claes Johanson  | Edil Rosenqvist   | Johannes Eriksen         |
| Pesi massimi (dettagli)       | Adolf Lindfors  | Poul Hansen       | Martti Nieminen          |
| Lotta Libera                  |                 |                   |                          |
| Pesi piuma (dettagli)         | Charley Ackerly | Sam Gerson        | Bernard Bernard          |
| Pesi leggeri (dettagli)       | Kalle Anttila   | Gottfrid Svensson | Herbert Wright           |
| Pesi medi (dettagli)          | Eino Leino      | Väinö Penttala    | Charley Johnson          |
| Pesi medio-massimi (dettagli) | Anders Larsson  | Charles Courant   | Walter Maurer            |
| Pesi massimi (dettagli)       | Robert Roth     | Nat Pendleton     | Fred Meyer Ernst Nilsson |

## Medagliere
| Posizione | Paese         |    |    |    | Totale |
| --------- | ------------- | -- | -- | -- | ------ |
| 1         | Finlandia     | 5  | 5  | 2  | 12     |
| 2         | Svezia        | 3  | 1  | 2  | 6      |
| 3         | Stati Uniti   | 1  | 2  | 3  | 6      |
| 4         | Svizzera      | 1  | 1  | 0  | 2      |
| 5         | Danimarca     | 0  | 1  | 1  | 2      |
| 6         | Gran Bretagna | 0  | 0  | 2  | 2      |
| 7         | Norvegia      | 0  | 0  | 1  | 1      |
| Totale    | Totale        | 10 | 10 | 11 | 31     |